# Cupha palawana
Cupha palawana är en fjärilsart som beskrevs av Hans Fruhstorfer 1899. Cupha palawana ingår i släktet Cupha och familjen praktfjärilar. Inga underarter finns listade i Catalogue of Life.